# Zabłocie (Strumień)
Zabłocie (deutsch Zablatz oder Zablatsch) ist eine Ortschaft mit zwei Schulzenämtern (Zabłocie und Zabłocie Solanka) der Gemeinde Strumień im Powiat Cieszyński der Woiwodschaft Schlesien, Polen.

## Geographie
Zabłocie liegt im Auschwitzer Becken (Kotlina Oświęcimska), etwa 22 Kilometer nordwestlich von Bielsko-Biała und 45 Kilometer südwestlich von Katowice im Powiat (Kreis) Cieszyn.
Das Dorf hat eine Fläche von 746 Hektar (Zabłocie 556 Hektar, Zabłocie Solanka 190 Hektar).
Nachbarorte sind Frelichów im Osten, Mnich im Südosten, Drogomyśl im Süden, Bąków im Westen, die Stadt Strumień im Nordwesten, Wisła Mała im Norden.

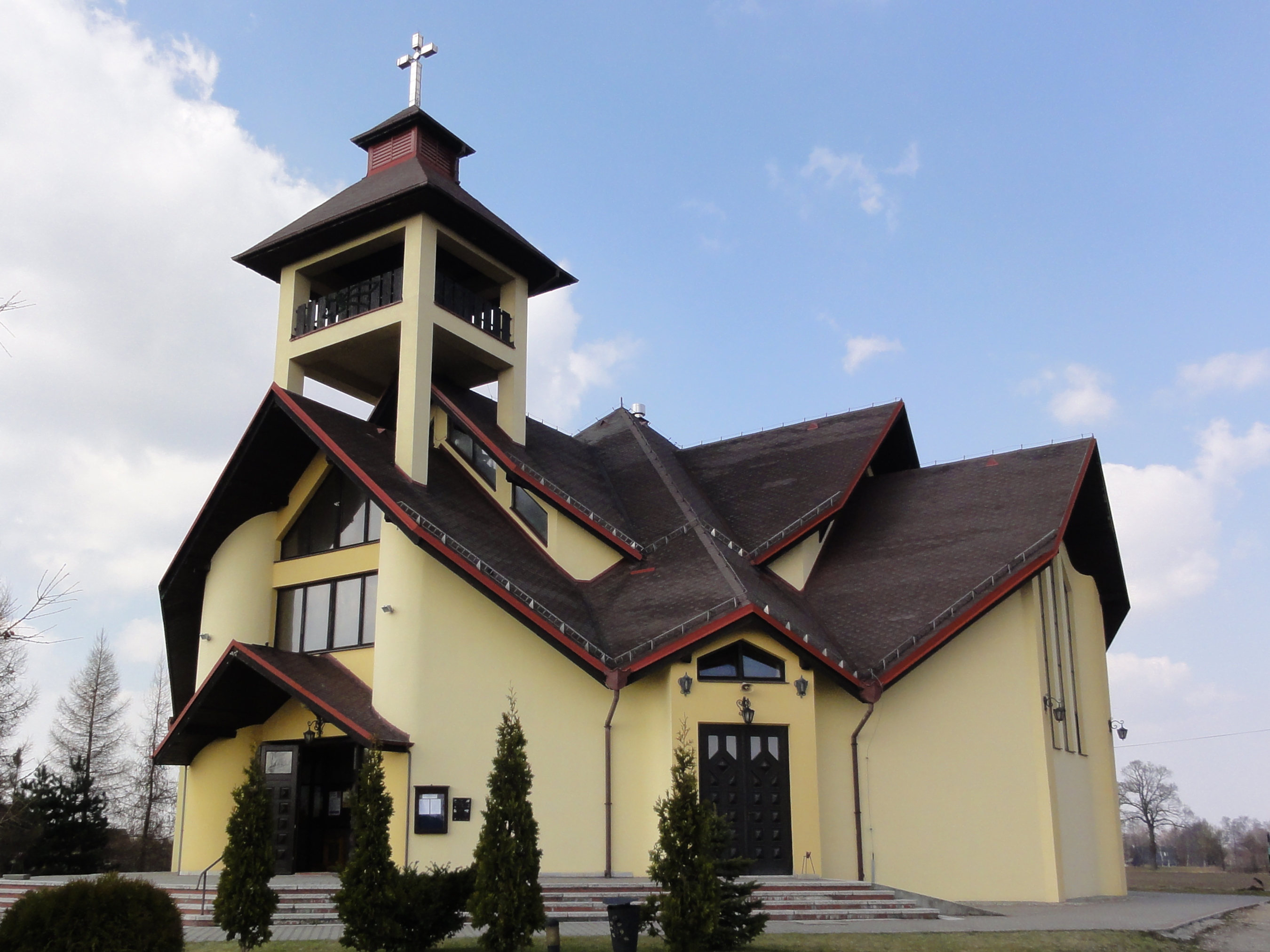
Katholische Kirche

## Geschichte
Das Dorf liegt im Olsagebiet (auch Teschener Schlesien, polnisch Śląsk Cieszyński).
Der Ort wurde 1486 erstmals urkundlich erwähnt. Der Name bedeutet [die Stelle] hinter Schlamm (za – hinter, błoto – Schlamm).
Politisch gehörte das Dorf zum Herzogtum Teschen, der Lehnsherrschaft des Königreichs Böhmen, seit 1526 gehörte es zur Habsburgermonarchie.
Nach der Aufhebung der Patrimonialherrschaften war es ab 1850 eine Gemeinde in Österreichisch-Schlesien, Bezirk Bielitz und Gerichtsbezirk Schwarzwasser. In den Jahren 1880–1910 hatte das Dorf etwa 420 Einwohner (Zabłocie etwa 250, Rychułd etwa 175), es waren überwiegend polnischsprachige (zwischen 98,5 % und 99 %), deutschsprachige (1,5 % im Jahr 1880) und tschechischsprachige (0,6 % im Jahr 1890). Im Jahre 1910 waren 98,5 % römisch-katholisch, es gab 8 Juden und 6 Protestanten.
1920, nach dem Zusammenbruch der k.u.k. Monarchie und dem Ende des Polnisch-Tschechoslowakischen Grenzkriegs, kam Zabłocie zu Polen. Unterbrochen wurde dies nur durch die Besetzung Polens durch die Wehrmacht im Zweiten Weltkrieg.
Von 1975 bis 1998 gehörte Zabłocie zur Woiwodschaft Bielsko-Biała.
Im Jahr 2014 wurde Schulzenamt Zabłocie Solanka abgeteilt.